# Răcari (okręg Dolj)
Răcari – wieś w Rumunii, w okręgu Dolj, w gminie Brădești. W 2011 roku liczyła 1078 mieszkańców.